# An Thượng, Hoài Đức
An Thượng là một xã thuộc huyện Hoài Đức, Hà Nội, Việt Nam.

## Vị trí địa lý
Xã An Thượng giáp với các xã:
- Xã Song Phương về phía Bắc
- Xã Vân Côn về phía Tây
- Xã Đông La (huyện Hoài Đức); xã Tân Phú, Đại Thành (huyện Quốc Oai) về phía Nam
- Xã An Khánh về phía Đông

## Các đơn vị hành chính

### Đào Nguyên
1. Là thôn gò nên không bao giờ bị thiệt hại bởi thiên tai, ngay cả trận mưa lụt lịch sử hồi tháng 10, 11 năm 2008 vừa qua. Có Trạm bơm lớn nhất vùng tiêu úng cho hai huyện Hoài Đức và Từ Liêm
2. Gồm khu chính (khu dân cư, chủ yếu ở ven đê sông Đáy) và 2 khu đất nông nghiệp nhỏ
3. Giao thông: là thôn có đường Láng - Hòa Lạc (Đại lộ Thăng Long) chạy qua và nhiều đường đô thị nên thôn có nhiều lợi thế về giao thông, thuận lợi về giao thương. Đường Đê Tả Đáy được bê tông hoá với 2 làn đường riêng biệt, mỗi làn rộng 4m.
4. Vị trí: tiếp giáp với xã Song Phương, xã An Khánh, xã Vân Côn và thôn Ngự Câu, thôn Thanh Quang, thôn An Hạ (xã An Thượng).
5. Hội làng: 10 – 2 âm lịch.Trong hội có tổ chức rước kiệu hàng năm, 5 năm rước lớn 1 lần.
6. Nằm trong vùng đô thị Nam An Khánh, Nam An Khánh mở rộng, khu đô thị An Khánh – An Thượng, Đại lộ Thăng Long (Đường cao tốc Láng-Hòa Lạc) rộng 140m với 8 làn cao tốc, 6 làn đô thị và nhiều làn đường dự trữ tương lai, 2 làn đường sắt đô thị chuẩn bị xây dựng; dự án đường Vành đai 4. Ngã tư đường Láng Hòa - Lac với đường Vành đai 4 là ngã tư hoàn chỉnh không có giao cắt khi chuyển hướng với 1 cầu vượt, 4 vòng tròn cho xe rẽ trái không cắt mặt xe khác, tổng diện tích lên đến gần 20 ha, nằm trên ngã 3 của 3 xã An Thượng, An Khánh, Song Phương.

### Ngự Câu
Vị trí: tiếp giáp xã An Khánh, xã Vân Côn, thôn Đào Nguyên và An Hạ (xã An Thượng) và một khu đất thuộc đường Láng - Hòa Lạc giáp xã Song Phương.
1. Hội làng: 12 – 1 âm lịch. Làng có kiệu rước thành hoàng lớn thứ 3 cả nước. Hội chính tổ chức 05 năm 01 lần từ ngày 10/1 đến 15/1 âm lịch, lượng người tham dự khoảng 200.000 lượt người. Đặc biệt, trong lễ hội ngoài phần Lễ là phần Hội, đó là Hội Cờ người là nét đặc trưng từ rất lâu đời của riêng làng Ngự Câu. Hội cờ người Ngự Câu là Hội cờ nổi tiếng, thu hút rất nhiều kỳ thủ nổi tiếng cả nước. Năm 2011 và 2016, Trạng cờ Quý Tỵ (2013) Phạm Quốc Hương đều tham dự và đều bị kích bại bởi các hảo thủ của khu vực, ngậm ngùi chấp nhận Á quân.
2. Nằm trong vùng đô thị Nam An Khánh, Nam An Khánh mở rộng, khu đô thị An Khánh – An Thượng.
3. Là một làng nghề tráng bánh đa nem cung cấp cho cả miền bắc và giải quyết công ăn việc làm cho các lao động nhàn rỗi nhiều hộ gia đình còn làm giàu từ nghề này. Ngoài ra làng còn có nghề nấu rượu gạo rất nổi tiếng có từ thời Pháp mới sang đô hộ nước ta. hiện Ngự Câu là một trong những thôn văn hóa tiêu biểu của xã An Thượng cả về kinh tế.

### An Hạ
1. Vị trí: tiếp giáp xã An Khánh (thôn Ngãi Cầu), xã Vân Côn, thôn Ngự Câu và Thanh Quang (xã An Thượng).Có đường tỉnh lộ 423(đường 72) chạy qua, thuận tiện về giao thông.
2. Hội làng: 12 – 1 âm lịch..Trong hội có tổ chức rước kiệu hàng năm, 5 năm rước lớn 1 lần, kiệu bay thiêng nhất. Đây là hội đông vui nhất trong vùng.
3. Là thôn có diện tích lớn nhất xã.
4. Nằm trong vùng giải toả của khu đô thị Nam An Khánh mở rộng.

### Thanh Quang
1. Vị trí: tiếp giáp thôn Ngãi Cầu (xã An Khánh), thôn An Hạ và Lại Dụ (xã An Thượng).
2. Hội làng: 12 – 1 âm lịch.
3. Tiếp giáp với đường quốc lộ 72, thuận tiện về giao thông.
4. Là vùng đất gò nên không bao giờ chịu thiệt hại nhiều về thiên tai.
5. Có Chùa Tô Lai Cổ Tích (Chùa Do) linh thiêng và đẹp nhất vùng.
6. Là thôn có diện tích cũng tương đối.

### Lại Dụ
1. Vị trí: tiếp giáp xã An Khánh (thôn Ngãi Cầu), xã Đông La (thôn Đông Lao), thôn Thanh Quang (xã An Thượng).
2. Hội làng: 12 – 1 âm lịch.
3. Tôn giáo: Chủ yếu là Thiên chúa giáo.

## Điều kiện tự nhiên và cơ sở vật chất

### Điều kiện tự nhiên
- Đất đai: đất phù sa mới.
- Sông ngòi: Sông Đáy chảy qua địa phận thôn Thanh Quang, thôn Lại Dụ.
- Không bị thiên tai ảnh hưởng.

### Cơ sở vật chất
- Giao thông: đường cao tốc Láng – Hoà Lạc, tỉnh lộ 72 chạy qua, Đường Đê Tả Đáy được bê tông hoá với 2 làn đường riêng biệt, mỗi làn rộng 4m.
- Cơ sở hạ tầng: trạm bơm Đào Nguyên, trụ sở ủy ban nhân dân xã, trường học.

## Kinh tế
- Kinh tế chủ yếu là làm thuê và nông nghiệp trồng lúa nước và hoa màu. Ngoài ra còn một số loại hình công nghiệp và dịch vụ kinh doanh khác.
- Tốc độ tăng trưởng kinh tế: tăng dần qua các năm.

## Dân cư, xã hội và tín ngưỡng

### Dân cư và xã hội
- Đời sống nhân dân: ổn định
- Tuổi thọ trung bình: ở mức trung bình.
- Xã hội: còn xuất hiện một số tệ nạn xã hội như trộm cắp, nghiện hút, hút thuốc lá ở lứa tuổi thiếu niên và chưa thành niên. Nhiều nạn ăn chơi đua đòi, có đê Tả Đấy chạy qua nên có nhiều phần tử xã hội đen hoạt động làm ảnh hưởng xấu tới an ninh.

Chính quyền địa phương ít quan tâm đến an ninh nên hiện tượng nhân dân tự ý làm loạn như kinh doanh vũ trường ầm ĩ vượt mức tiếng ồn cho phép nhiều, không có cách âm mà lại không xử lý
Tình trạng chiếm đất công, đất nông nghiệp diễn ra công khai, cán bộ chính quyền yếu kém năng lực, tư lợi không có hành động ngăn chặn.

### Tín ngưỡng
- Ngoại trừ thôn Đào Nguyên và Ngự Câu không theo đạo các thôn còn lại có môt số dân theo đạo thiên chúa.
- Chùa Thông và chùa Do: 2 ngôi chùa lớn nhất.
- Đình và chùa của cả năm thôn đều là di tích lịch sử – văn hoá đã được Bộ Văn hóa, Thể thao và Du lịch xếp hạng. Tuy nhiên, chùa Thông và chùa Do được Bộ Văn hóa, Thể thao và Du lịch xếp là di tích lịch sử nhưng do chiến tranh thực dân Pháp và Mĩ đã đánh vỡ bia đá xếp hạng. Hiện đang được bộ đánh giá xem xét lại cấp bia đá di tích lịch sử

## Uỷ ban nhân dân và Hội đồng nhân dân xã

### Trụ sở ủy ban nhân dân xã
Thôn Ngự Câu – xã An Thượng.

### Lãnh đạo xã
- Chủ tịch ủy ban nhân dân xã: Cao Văn Tâm.
- Phó Chủ tịch ủy ban nhân dân xã: Nguyễn Văn Thịnh (phụ trách đất đai, xây dựng), Vũ Ngọc Mừng (phụ trách văn xã).

### Các đơn vị trực thuộc ủy ban nhân dân xã
1. Bưu điện xã
2. Trạm y tế xã
3. Ban Địa chính
4. Ban Tư pháp
5. Ban Thương binh – xã hội
6. Ban Công an
7. Ban Học sinh – Sinh viên
8. Bưu tá xã
9. Đài truyền thanh xã

## Trường học
- Mầm non: Trường mầm non Bán Công xã An Thượng và 5 trường mầm non cơ sở của 5 thôn.
- Tiểu học

1. Trường tiểu học An Thượng A: Ngự Câu
2. Trường tiểu học An Thượng B: Thanh Quang

- Trung học cơ sở: Trường THCS An Thượng (Ngự Câu)